# Dan Calichman
Dan Calichman (Huntington Station, 21 februari 1968) is een voormalig Amerikaans voetballer.

## Amerikaans voetbalelftal
Dan Calichman debuteerde in 1997 in het Amerikaans nationaal elftal en speelde 2 interlands.